# Tortula perarmata
Tortula perarmata är en bladmossart som beskrevs av Brotherus 1924. Tortula perarmata ingår i släktet tussmossor, och familjen Pottiaceae. Inga underarter finns listade i Catalogue of Life.